# Багринівка (зупинний пункт)
Багринíвка — прикордонний пасажирський залізничний зупинний пункт Івано-Франківської дирекції Львівської залізниці на неелектрифікованій лінії Чернівці-Північна — Багринівка між станціями Вадул-Сірет (4 км) та Вікшань (5 км) на території Румунії. Розташований в однойменному селі Чернівецького району Чернівецької області Найближча станція — Вадул-Сірет (за 4 км), від якої здійснюється пасажирське сполучення.